# Hymenophyllum gracilius
Hymenophyllum gracilius är en hinnbräkenväxtart som beskrevs av Edwin Bingham Copeland. Hymenophyllum gracilius ingår i släktet Hymenophyllum och familjen Hymenophyllaceae. Inga underarter finns listade.